# Иса Јовановић
Иса Јовановић (Избиште, код Вршца, 24. април 1906 — Београд, 27. август 1983) био је учесник Народноослободилачке борбе, друштвено-политички радник СФР Југославије и СР Србије, јунак социјалистичког рада и народни херој Југославије.

## Биографија
Рођен је 24. априла 1906. године у селу Избишту, код Вршца. Потиче из земљорадничке породице. Његова рођена сестра Анђелија-Анђа, такође је била активна у радничком и револуционарном покрету. Била је прва жена Александра Ранковића и погинула је јуна 1942. године у Гацком, као борац Друге пролетерске бригаде, а после рата је проглашена за народног хероја Југославије.
После завршене основне школе, похађао је механичарски занат у Вршцу. Још као шегрт, 1921. године, се укључио у синдикални покрет и учествовао у штрајковима. Године 1924. прешао је у Београд, где се запослио и постао члан Независних синдиката (синдикалне организације којом је руководила Комунистичка партија). По повратку са одслужења војног рока, 1928. године запослио се у Београду и ангажовао се у синдикалном покрету. Исте године примљен је у чланство Комунистичке партије Југославије (КПЈ).
Због партијско-револуционарног рада, често је пута хапшен и прогањан, од стране полиције. Пошто је био протеран у родно место, запослио се у Вршцу, где је такође наставио са партијским и синдикалним радом. Када је напустио Вршац, радио је у више места у Србији, Босни и Херцеговини и поново у Београду, све време не прекидајући са партијским радом. У годинама непосредно пред почетак Другог светског рата ангажовао се и у раду антифашистичких организација. Године 1939. био је ухапшен и изведен на суђење, али је у недостатку доказа био ослобођен. Потом је, по директиви Централног комитета Комунистичке партије Југославије, напустио Београд и прешао на партијски рад у Сарајево, где је примио дужност секретара Покрајинског комитета КПЈ за Босну и Херцеговину. Октобра 1940. године је, као делегат ПК КПЈ за БиХ, учествовао на Петој земаљској конференцији КПЈ, одржаној у Дубрави, код Загреба. Почетком 1941. године био је упућен на курс при ЦК КПЈ за партијске секретаре.

### Народноослободилачка борба
Одмах после почетка Априлског рата, 1941. године, вратио се у Вршац и као добровољац се пријавио у Југословенску војску. После капитулације, пао је у немачко заробљеништво, али је успео да побегне и оде у Београд. Одатле се вратио у Сарајево, где је наставио са партијским радом. Као секретар Покрајинског комитета КПЈ за БиХ учествовао је на Мајском саветовању КПЈ одржаном у Загребу и по повратку активно радио на организовању устанка у Босни и Херцеговини. Био је непосредни учесник у саботажи у зеничкој железари, 1941. године, када је ухапшен и осуђен на смрт. Уз помоћ партијске организације, успео је да побегне и затвора и спаси се сигурне смрти. Све до 1943. године активно је учествовао у Народноослободилачком покрету Босне и Херцеговине, као члан Главног штаба НОП одреда БиХ.
Јула 1943. године, одлуком Врховног штаба НОВ и ПОЈ, прешао је у Војводину, где је преузео дужност члана Главног штаба НОВ и ПО Војводине и организационог секретара Покрајинског комитета КПЈ за Војводину. Маја 1944. године, отишао је на острво Вис, где је Врховном штабу и ЦК КПЈ реферисао о развоју Народноослободилачке борбе у Војводини и примио директиве за даљи рад. Јуна исте године вратио се у Срем, који је тада био средиште ослободилачке борбе у Војводини, и наставио са радом. Члан Антифашистичког већа народног ослобођења Југославије био је од његовог Другог заседања, одржаног новембра 1943. године у Јајцу.

### Послератни период
После ослобођења Војводине, октобра 1944. године, учествовао је на Првој конференцији Народноослободилачког фронта Војводине, на којој је изабран за председника ове организације. Априла 1945. године на Седмој конференцији Покрајинског комитета КПЈ за Војводину, на којој је поново изабран за организационог секретара ПК КПЈ за Војводину. На Првом оснивачком конгресу Савеза удружења бораца НОР-а Србије, одржаном 9. маја 1948. године у Београду, изабран је за потпредседника Земаљског одбора СУБНОР-а Србије. Био је један од оснивача Фудбалског клуба „Црвена звезда“, а у периоду од 1951. до 1952. године био је и његов председник.
Као активан друштвено-политички радник, вршио је разне државно-партијске функције, био је:
- посланик Народне скупштине ФНР Југославије,
- посланик Народне скупштине НР Србије,
- посланик Народне скупштине АП Војводине,
- председник Скупштине АП Војводине, од 1947. до 1948. године,
- председник Народне скупштине НР Србије, од априла 1951. до децембра 1953. године,
- члан Извршног већа СР Србије,
- члан Централног комитета СКЈ, од 1948. до 1964. године,
- члан Главног одбора ССРН Југославије,
- члан Главног одбора ССРН Србије,
- члан Председништва СУБНОР-а Југославије,
- члан Председништва СУБНОР-а Србије,
- председник Контролне комисије ЦК СК Србије,
- члан Савета федерације.

Преминуо је 27. августа 1983. у Београду, а његова урна је положена на гробљу у Вршцу.
Носилац је Партизанске споменице 1941. и других високих југословенских одликовања, међу којима су — Орден јунака социјалистичког рада, Орден народног ослобођења, Орден заслуга за народ са златном звездом, Орден братства и јединства са златним венцем и др. Орден народног хероја одликован је 27. новембра 1953. године.